# Comarca de Muros
Muros is een comarca van de Spaanse provincie A Coruña. De hoofdstad is Muros, de oppervlakte 138,9 km² en het heeft 15.335 inwoners (2005).

## Gemeenten
Carnota en Muros.